# Louis Agnel
Louis Agnel (* 29. März 1918 in Aix-en-Provence; † 18. August 1943 bei Meknès, Marokko) war ein französischer Skirennläufer.

## Biographie
Agnel stammte aus eine sportbegeisterten Familie. Sein Vater Ernest war in den 1930er Jahren Vizepräsident des französischen Skiverbands Fédération française de ski. Seine Schwestern Cécile und Marysette Agnel waren ebenfalls als Skirennläuferinnen aktiv.
1937 wurde er französischer Jugendmeister im Slalom und in der Alpinen Kombination. Im darauffolgenden Jahr sorgte er für Aufsehen, als er bei den französischen Meisterschaften den mehrfachen Weltmeister Émile Allais schlug. Bei den darauffolgenden Weltmeisterschaften in Engelberg belegte er den 7. Platz im Slalom.
1939 verpasste er als Fünfter in der Abfahrt nur knapp eine Medaille.
Agnel starb am 18. August 1943 bei einem Kampfeinsatz in der Nähe von Meknès.

## Erfolge

### Weltmeisterschaften
- Engelberg 1938: 7. Slalom, 12. Alpine Kombination, 17. Abfahrt.
- Zakopane 1939: 5. Abfahrt, 7. Alpine Kombination, 8. Slalom

### Französische Meisterschaften
- Gold in der Abfahrt (1938)